# ZombsRoyale.io
《ZombsRoyale.io》是一款由美國工作室End Game開發的2D大逃殺電子遊戲。在2018年於iOS及Android系統和網頁瀏覽器上架。與其他同類型的大逃殺遊戲相同，玩家需要從上帝視角在地圖中尋找物資及武器，在逐漸縮小的安全區中與其他玩家即時對戰。

## 遊玩方式

《ZombsRoyale.io》的比賽畫面

遊戲分輪進行，每輪持續幾分鐘。每輪最多可容納100名玩家，其餘玩家由電腦控制的機器人充當。玩家在2D網格狀地圖上以一大兩小圓呈現，地圖周圍是一個圓形藍色區域（稱為「瓦斯」，"the gas"），隨著遊戲的進行，該區域會逐漸縮小，迫使玩家進入一個越來越小的區域。玩家在該區域停留的時間越長，生命值就會受到2-10點傷害，如果玩家一直停留在該區域，就會被淘汰。遊戲開始時，玩家除了拳頭或任何近戰皮膚外沒有其他武器。武器和治療物品可以在全地圖的戰利品容器中找到，例如紙箱、板條箱和儲物箱。戰利品遍布整個地圖的建築物內外。一些治療物品包括繃帶、醫療包、大小盾藥水、混合藥水和治療武器。武器的威力取決於其稀有程度，分為普通（灰色）、罕見（綠色）、稀有（藍色）、史詩（紫色）、傳奇（金色）或神話（紅色）。這些武器存儲在6個儲存槽中（不包括近戰儲存槽）。 

## 模式與貨幣化
遊戲有多種模式，主要有單人、雙人、小隊、LTM（限時模式），活動的LTM在一段時間後會發生變化，之前的LTM有：殭屍、保護VIP、武器競賽、神秘模式、50v50、超能力模式和水晶衝突。 
《ZombsRoyale.io》有不同的賽季，每場賽季都有新的地點、功能、武器和新模式。每場賽季都有自己的戰鬥通行證，玩家可以升級以獲得服裝和表情等獎勵。遊戲中有兩種不同的貨幣——金幣和寶石。寶石可用於升級戰鬥通行證或在商店購買服裝。遊戲目前正處於第42季，每48天左右就會推出一場新的賽季。

## 開發
《ZombsRoyale.io》由End Game開發。該工作室從建立PokeVision等網站起家，PokeVision可幫助用戶在《Pokémon Go》中捕捉寶可夢。在他們看到《Slither.io》等其他遊戲獲得成功後，於是便開始製作瀏覽器遊戲。他們先是創建了《Zombs.io》，然後是《Spinz.io》，最後是《ZombsRoyale.io》。這款遊戲的製作時間約為4週，但在成功推出後，End Game在2018年餘下的時間裡都在為其提供支持。2023年，《Zombs Royale》獲得了BBC（Better Black Community，更美好的黑人社區）基金會頒發的「EDP紀念獎」，以表彰其為2022年的最佳遊戲。

## 外部連結
- 官方網站
- 官方維基 （页面存档备份，存于）
- Zombs Royale （页面存档备份，存于）